# إلفيس ريفاس
إلفيس ريفاس (بالإسبانية: Elvis Rivas)‏ هو لاعب كرة قدم كولومبي في مركز الدفاع، ولد في 19 فبراير 1987 في كيبدو في كولومبيا. لعب مع أتليتيكو بوكارامانغا وديبورتيفو باستو.